# Constantin Ier d'Iméréthie
Pour les articles homonymes, voir Constantin Ier.
Constantin Ier d'Iméréthie (en géorgien კონსტანტინე I ; mort en 1327) est un roi d'Iméréthie (Géorgie occidentale) de la dynastie des Bagrations. Il règne de 1293 à 1327.
Fils du roi géorgien David VI Narin par sa première épouse Tamar Amanelisdze, fille d'un noble géorgien, Constantin Ier succède à son père sur l'Iméréthie, une large portion de l'actuelle Géorgie. Il ne règne que sur la partie ouest de la Géorgie mais a quand même la titulature de « Roi des Kartvels, des Abkhazes, des Rans, des Arméniens... ». Sa capitale est la ville de Kutaisi et il se déclare indépendant de la domination mongole mais doit faire face à plusieurs problèmes financiers. De plus, son frère Michel Bagration mène contre lui une révolte au cours de laquelle Constantin Ier perd les provinces de Racha et du Nord-Iméréthie.
Constantin Ier meurt en 1327 sans descendance. Le trône d'Iméréthie revient à son frère cadet Michel qui devient roi sous le nom de Michel Bagration.

## Sources
- Alexandre Manvelichvili, Histoire de la Géorgie, Paris, Nouvelles Éditions de la Toison d'Or, 1951, 476 p..
- Nodar Assatiani et Alexandre Bendianachvili, Histoire de la Géorgie, Paris, l'Harmattan, 1997, 335 p. [détail des éditions] (ISBN 2-7384-6186-7, présentation en ligne).
- Marie-Félicité Brosset, Histoire de la Géorgie. Tome II : Histoire moderne de la Géorgie, Réédition Adamant Media Corporation  (ISBN 0543944808), p. 245.